# Petersburg (plantage)
Petersburg, ook wel Pietersburg, is een voormalige suikerplantage aan de Surinamerivier in de kolonie Suriname.

## Locatie
De plantage was gelegen aan de Suriname rechts in het afvaren; grenzend stroomopwaarts aan de suikerplantage Vreeland, stroomafwaarts aan de suikerplantage De Hoop.
In 1819 was de plantage 625 Surinaamse akkers groot, ongeveer 268 hectare en werd zij samengevoegd met suikerplantage Domburg.

## Eigendomssituaties
(naar jaar)
- 1820: J. Bent
- 1835: William Young Baronet
- 1863: Sir John Young, wonend in Engeland, tevens gouverneur van de Engelse kolonie New South Wales in Australië

## Emancipatie
Bij de afschaffing van de slavernij in Suriname in 1863 werden op plantage Petersburg 267 slaven vrijgemaakt, waarbij 80 nieuwe familienamen werden geboekstaafd, te weten:
Ablit, Adriaan, Alberts, Blackburn, Bremen, Cambridge, Canterbury, Chester, Clifford, Dankhemel, Diel, Donius, Dougald, Dulwiek, Dunbarton, Dund, Dunkie, Dunnens, Durham, Dijvel, Elgin, Finly, Flushing, Foetful, Garden, Grange, Grasma, Gravesand, Haime, van Hallis, Hendel, Himmie, Jameson, Jinkins, Jullat, Killop, Klupsteen, van Konen, Kwienstoon, Laguna, Lanze, Leeds, Leham, Levejoy, Linton, Manswil, Martins, Maxwil, Mentus, Miers, Milop, Montsen, Nasch, Niemans, Niers, Oferweg, Patrick, Ramson, Richmond, Rochdale, Runsburg, Ruts, Sander, Seth, Strong, Sunderland, Sykes, Tanenburg, Tank, Tenswil, Tribbus, Twees, Tyrol, Vigo, Wardo, Warton, Wiltcock, Winchester, Windsor, Zieland